# Micol Di Segni
Micol Di Segni (Roma, 29 dicembre 1987) è un'artista marziale mista e modella italiana.
È stata la prima fighter italiana a vincere il titolo di Campione del Mondo IMMAF e a combattere nelle promotion internazionali EFC, RXF, AFL, Cage Warriors, Brave CF, Ares FC e Dana White Contender Series. 
Prima e unica italiana sotto contratto con Power Slap, debutta con una vittoria nella promotion del presidente UFC Dana White il 7 Marzo 2025 a Las Vegas.
Conosciuta nel mondo dell’alternative modeling con il nome d'arte di Eden Von Hell , dal 2007 ha posato per il sito di pin-up punk rock SuicideGirls, sul quale sono stati pubblicati più di 20 dei suoi servizi fotografici.
È apparsa in serie tv (Il commissario Rex, L'ispettore Coliandro), film (Viva l'Italia, Mafia Mamma), programmi radiofonici (tra cui La Zanzara, in cui ha schiaffeggiato Giuseppe Cruciani , il Late Show di Rai Radio 2 , Non è un lavoro per donne di Radio Rock), e sulle pagine di numerosi quotidiani e riviste tra cui Il Messaggero, La Gazzetta dello Sport, Il Corriere dello Sport, Gambero Rosso, Men's Health, GQ, Inked Mag e Tattoo Life.

## Carriera nelle Mixed Martial Arts

### Gli anni in Nazionale
Micol ha debuttato nelle MMA nel 2014 contro Lucrezia Ria, conquistando in quell'anno il posto nella Nazionale Italiana per la categoria Pesi mosca.
Ha combattuto nella I edizione del Campionato del Mondo International Mixed Martial Arts Federation nel 2014 a Las Vegas, vincendo una medaglia di bronzo dopo un duro incontro in semifinale contro Amanda Ribas della Nazionale Brasiliana.
L'anno seguente è diventata campionessa del mondo sconfiggendo Anja Saxmark della nazionale svedese nella finale del IMMAF 2015 World Championship. 

### Professionismo
In seguito alla vittoria del mondiale IMMAF ha firmato con la promotion sudafricana Extreme Fighting Championship (EFC) per debuttare da professionista ad ottobre 2015, conquistando una vittoria per decisione unanime contro la padrona di casa Danella Eliasov.
Dopo il secondo incontro nell'EFC, ha iniziato a dividere gli allenamenti tra il Gloria - Fight Center di Roma e la JW di Albuquerque. Nell'accademia americana Jackson Wink MMA ha potuto perfezionare le sue abilità e confrontarsi con atlete di livello internazionale. La decisione di scendere nella categoria Pesi paglia è conseguita una serie di 5 vittorie consecutive spesso prima del limite, che l'hanno portata ad essere la prima donna italiana a combattere in eventi europei ed internazionali di alto livello come Cage Warriors, Brave Combat Federation e Dana White's Contender Series.
All'inizio del 2020 la promotion spagnola AFL ha annunciato il primo evento in Europa di MMA interamente al femminile, con Micol Di Segni come prima contendente al titolo inaugurale dei Pesi paglia

Lo storico evento, dopo la cancellazione avvenuta a Marzo, è stato riprogrammato per Ottobre 2020, con il match valevole per il titolo dei pesi paglia Di Segni vs Kerouche come main event.  Nell’incontro principale della card “AFL Valkyries - DiSegni vs Kerouche” Micol Di Segni ha conquistato il titolo inaugurale strawweight sconfiggendo per TKO la sua avversaria durante la terza ripresa.
Dopo aver vinto al Venator FC 8 con un TKO per ground and pound al secondo round  contro Adriana Fusini il 30 Ottobre 2021, DiSegni è apparsa nella card di Ares FC 4 il 10 Marzo 2022 contro Elizabeth Rodrigues, andando incontro ad un controverso verdetto che l’ha vista sconfitta per Split Decision. 
DiSegni ha fatto ritorno nell’evento Cage Warriors 144 il 7 Ottobre 2022 a Roma, contro Bryony Tyrell, vincendo per Decisione Unanime. . 
Nella seconda tappa italiana del Cage Warriors a Luglio 2023 ha affrontato la brasiliana Amanda Torres, il match si è concluso con una split decision.

## Carriera nel Power Slap
All’inizio del 2025 Micol è stata messa sotto contratto da  Power Slap  vincendo il suo debutto nella promotion il 7 Marzo 2025 contro Chelsea Dodson a Las Vegas durante l’evento PowerSlap 12
.

## Titoli e medaglie

### IMMAF
- 2014: Medaglia di bronzo
- 2015: Campione del mondo[34]

### AFL
- Strawweight Champion

## Risultati nelle arti marziali miste
| Risultato | Record | Avversario            | Metodo                        | Evento                              | Data              | Round | Tempo | Città                        |  |
| --------- | ------ | --------------------- | ----------------------------- | ----------------------------------- | ----------------- | ----- | ----- | ---------------------------- |  |
| Vittoria  | 10-4   | Bryony Tyrell         | Decision (unanimous)          | Cage Warriors 144                   | 7 ottobre 2022    | 3     | 5:00  | Roma, Italia                 |  |
| Sconfitta | 9-4    | Elizabeth Rodrigues   | Decision (split)              | Ares 4                              | 10 marzo 2020     | 3     | 5:00  | Parigi, Francia              |  |
| Vittoria  | 9-3    | Adriana Fusini        | TKO (punches/gnp)             | Venator 8                           | 10 ottobre 2020   | 2     | 3:22  | Montecatini, Italia          |  |
| Vittoria  | 8-3    | Audrey Kerouche       | TKO (punches/gnp)             | AFL Valkyries - DiSegni vs Kerouche | 10 ottobre 2020   | 3     | 3:22  | Barcellona, Spagna           |  |
| Sconfitta | 7-3    | Mallory Martin        | Decision (unanimous)          | Dana White's Contender Series 25    | 20 agosto 2019    | 3     | 5:00  | Las Vegas, Stati Uniti       |  |
| Vittoria  | 7–2    | Nikolina Vokic        | Submission (rear naked choke) | Day in the Cage 4                   | 13 aprile 2019    | 1     | 1:10  | Monte Urano, Italia          |  |
| Sconfitta | 6-2    | Maria Ribeiro         | TKO                           | Brave CF 20                         | 22 dicembre 2018  | 1     | 1:09  | Hyderabad, India             |  |
| Vittoria  | 6-1    | Cory McKenna          | Decision (split)              | Cage Warriors 97                    | 29 settembre 2018 | 3     | 5:00  | Cardiff, Galles, Regno Unito |  |
| Vittoria  | 5–1    | Elena Belaya          | Submission (armbar)           | Fight Club Championship             | 9 giugno 2018     | 1     | 1:40  | Sassari, Italia              |  |
| Vittoria  | 4–1    | Samin Kamal Beik      | TKO (punches)                 | Kombat League: Magnum FC 4          | 3 marzo 2018      | 2     | 2:37  | Verona, Italia               |  |
| Vittoria  | 3–1    | Alina Rodica          | TKO (punches/gnp)             | RXF 29: MMA AllStars 4              | 18 dicembre 2017  | 1     | 2:01  | Brașov, Romania              |  |
| Vittoria  | 2–1    | Anastasia Gornostaeva | Decision (unanimous)          | Kombat League: Magnum 2             | 22 luglio 2017    | 3     | 5:00  | Roma, Italia                 |  |
| Sconfitta | 1–1    | Shana Power           | Decision (unanimous)          | EFC Worldwide 50                    | 17 giugno 2016    | 3     | 5:00  | Sun City, Sudafrica          |  |
| Vittoria  | 1–0    | Danella Eliasov       | Decision (unanimous)          | EFC Worldwide 44                    | 3 ottobre 2015    | 3     | 5:00  | Johannesburg, Sudafrica      |  |

## Filmografia
- Rex – serie TV, episodio 8x11 (2015)
- L'ispettore Coliandro – serie TV, episodio 6x01 (2017)